# Philipotabanus pallidetinctus
Philipotabanus pallidetinctus är en tvåvingeart som först beskrevs av Krober 1930.  Philipotabanus pallidetinctus ingår i släktet Philipotabanus och familjen bromsar. Inga underarter finns listade i Catalogue of Life.